# Actitud María Marta
Actitud María Marta es un grupo de hip hop argentino con influencias culturales y musicales latinoamericanas y jamaiquinas, que suele combinar esta fusión sonora con una mirada crítica a la realidad capitalista. Desde sus inicios, el grupo ha estado vinculado a distintos reclamos sociales y de organismos de derechos humanos participando, a través de su música, en innumerables festivales de trabajadores desocupados, Madres de Plaza de Mayo, hijos de desaparecidos, fábricas recuperadas y en la Cumbre de los Pueblos, entre otros. En la década de 2000, y por su participación en diversos festivales internacionales, fueron presentándose en gran cantidad de escenarios, como los Foros Sociales Mundiales de Porto Alegre, el Festival Mundial de la Juventud en Caracas, Venezuela, y distintos Festivales de Hip Hop en Cuba y Brasil, donde se han presentado junto a referentes como Dead Prez, Public Enemy y Hermanos de Causa, entre otros.

## Historia
Malena D'Alessio y Alicia Dal Monte (Alika) encabezaron este quinteto de hip hop, que fue seleccionado como la Revelación de 1995 por el Suplemento Sí de Clarín. Habían debutado discográficamente en la recopilación "Alta tensión" con los temas "A mí me rebota y a vos te explota", "Confusión" e "Hijo de desaparecido". La banda se completaba con Marcelo Baraj (batería), Jorge Di Pascual (guitarra), Lautaro Guida (bajo) y Gustavo Kersenabum (guitarra). Tuvieron una activa participación en todos los festivales organizados por asociaciones de derechos humanos. En octubre de 1997 participaron del show en homenaje a los veinte años de las Madres de Plaza de Mayo, junto a León Gieco, Divididos, Las Pelotas, La Renga, Los Piojos, Todos Tus Muertos, A.N.I.M.A.L., Attaque 77, entre otros. 
A varios años de editado su primer disco "Acorralar a la bestia", y con una notable evolución en lo musical, la fuerza, el espíritu y el compromiso que siempre caracterizó al grupo, como un hilo conductor que lo ha acompañado en toda su trayectoria, sigue vigente y se intensifica más que nunca en esta nueva etapa. En este sentido han editado su segundo disco que reúne las canciones grabadas del 2000 al 2003. Luego de varios años, en 2003 Malena reflotó la banda, con una nueva formación, junto a Karen Pastrana y a Karen Fleitas. Según ellas mismas lo definen, esta nueva etapa de Actitud María Marta contiene una mayor inclinación hacia el rap más puro, fusionado con diferentes ritmos autóctonos como el tango, la payada, música del altiplano y ciertos toques tropicales como el reggae y raggamufin. Antes de editar un nuevo CD, encararon una gira por Venezuela, Cuba y Brasil. Bajo el seudónimo de Alika, Alicia Dal Monte encaró su nuevo proyecto, Nueva Alianza. En 2008, el grupo quedó compuesto como trío, con Malena D’Alessio, Karen Pastrana y Karen Fleitas acercándose a los standares comerciales continuando con la recurrente temática del reclamo social para captar públicos más jóvenes y lograr la simpatía de un público masivo, las tres mujeres se presentaron en diversos festivales de Latinoamérica: los Foros Sociales Mundiales realizados en Brasil, el Festival mundial de la Juventud en Venezuela y la Cumbre de los Pueblos en Argentina, entre otros. 
Actualmente el grupo está integrado por Malena D'Alessio y Karen Pastrana, rimadoras y compositoras MC's, junto a Karen Fleitas, quien con su poderosa voz aporta la cuota soul que posee el ahora trío femenino. Desde el 2009 hasta fines de 2012 el lugar que Karen Fleitas deja vacante es ocupado por la vocalista Gabriela De Lorenzo, para más tarde, a mediados de 2012, ser un dúo junto a Ivonne Guzmán, exintegrante del grupo pop Bandana. A principios de 2013, la vocalista Gabriela de Lorenzo deja Actitud María Marta dando lugar así a la actual compañera de Ivonne Guzmán, la cantante Virginia Marques. Finalmente, en 2013, el grupo de Hip Hop argentino, vuelve a ser un quinteto liderado por Malena D'Alessio y Karen Pastrana (quien paralelamente inicia su carrera solista con un proyecto musical que lleva su nombre  ), junto a las vocalistas Ivonne y Virginia, y a DJ Black (Daniel Guillamondegui). En el aspecto musical se inclinan hacia el hip hop más comercial donde no faltan samples de tango, música autóctona argentina, latinoamericana, las influencias jamaicanas del reggae, el dancehall y el reguetón y la constante interacción de dulces melodías con un rap de líricas fuertes y frontales.

## Discografía

### Álbumes
| Disco                  | Año  | Tipo    |
| ---------------------- | ---- | ------- |
| Acorralar a la bestia  | 1996 | Estudio |
| Actitud María Marta    | 2003 | Estudio |
| Con Perfume Revolución | 2008 | Estudio |

## Integrantes
2011 - 2013
- Malena D'Alessio
- Karen Pastrana
- DJ Black
- Gabriela De Lorenzo
- Ivonne Guzmán
- Karen Fleitas

2013
- Malena D'Alessio
- Karen Pastrana
- DJ Black
- Ivonne Guzmán
- Virginia Marques